# パナソニック・プレタポルテ
パナソニック・プレタポルテは、パナソニック サイクルテックから販売されている通学用シティサイクルである。

## 概要
- 通学用車では珍しい外装6段変速になっている。
- サドルいたずら防止のサドルガードマンが標準装備
- BAAも獲得している。